# 犀潟車站
犀潟站（日语：／ Saigata eki */?）是屬於東日本旅客鐵道（JR東日本）及北越急行的鐵路車站，位於新潟縣上越市大潟區。

## 車站構造
本站為擁有側式月台1面1線和島式月台1面2線的車站。月台由北依序為1號至3號線。北北線上下行普通列車皆停靠於2號線，部份北北線班次亦以此為起訖站。在北陸新幹線通車前，在來線特急「白鷹」全部的班次都不停靠於本站，往越後湯澤的列車通過1號線，往金澤的列車則通過3號線。這樣的安排在白鷹號取消後（即後續JR東日本和北北線各自的「雪兔號列車」）仍然維持。

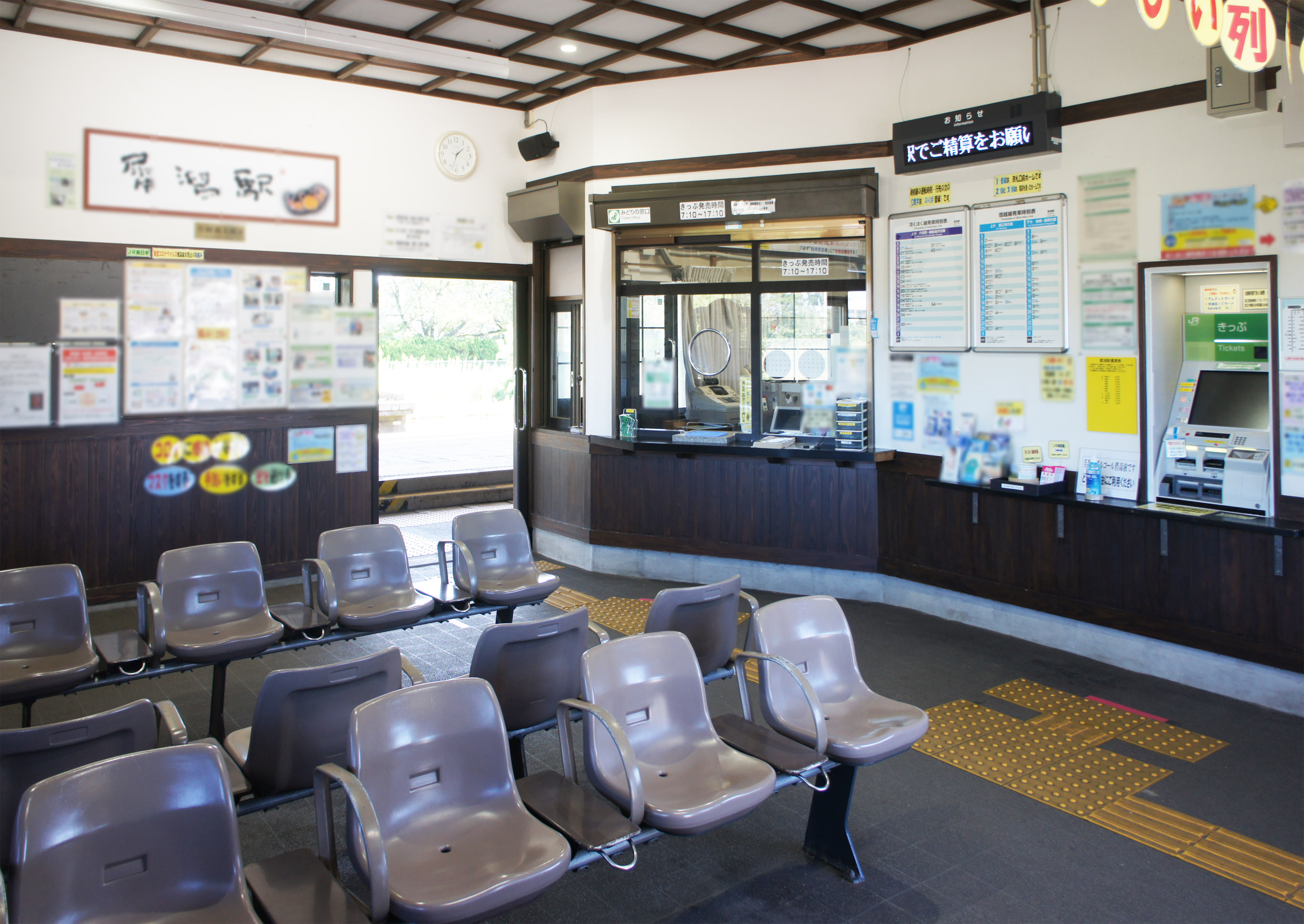
候車室及驗票口（2021年9月）
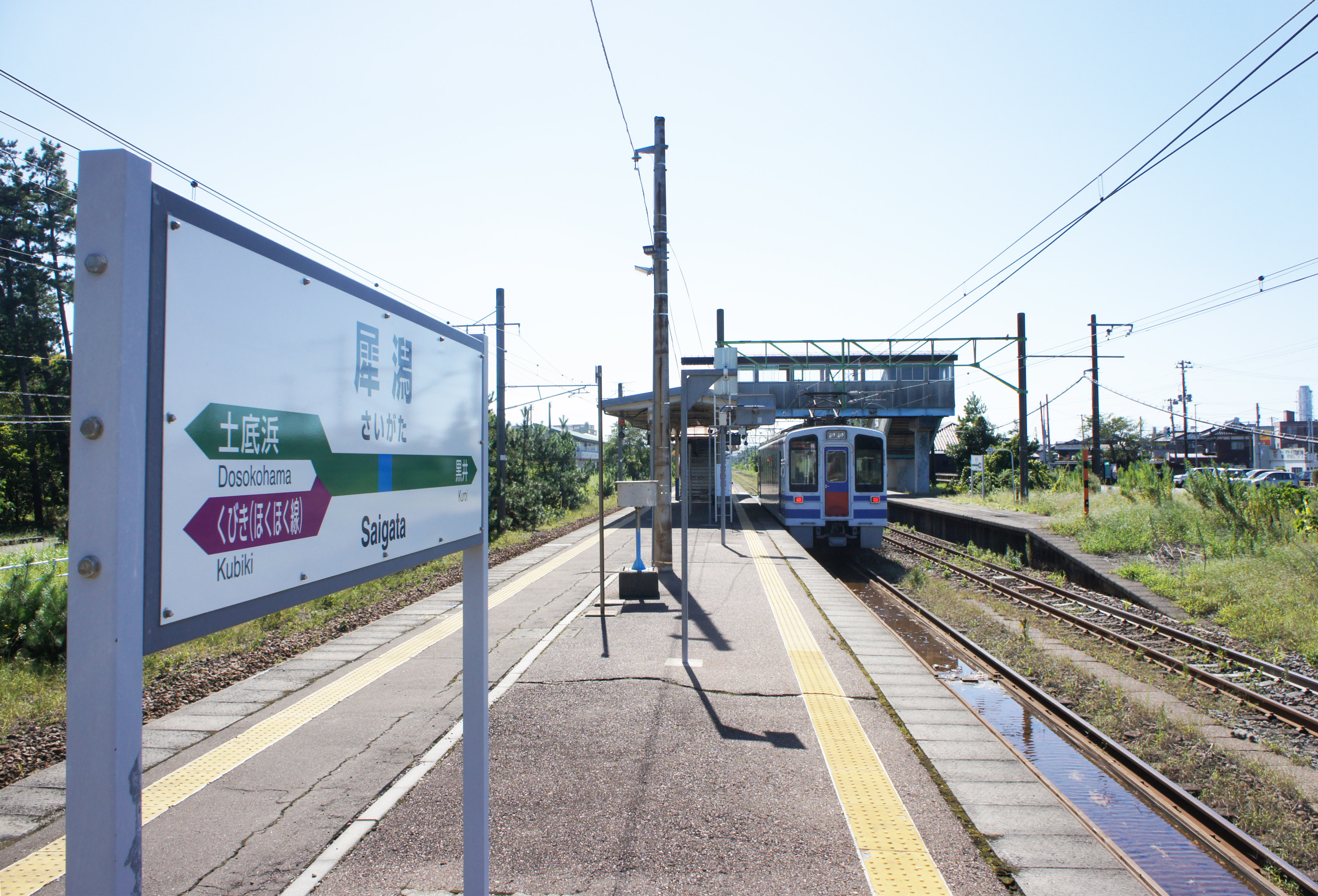
月台（2021年9月）

### 月台配置
| 月台 | 路線      | 方向 | 目的地                       | 備註              |
| ---- | --------- | ---- | ---------------------------- | ----------------- |
| 1    | ■信越本線 | 下行 | 柿崎、柏崎、長岡方向         |                   |
| 2    | ■北北線   | -    | 十日町、六日町、越後湯澤方向 | 部分於1號月台開出 |
| 2    | ■信越本線 | 上行 | 直江津方向                   | 北北線開抵的直通  |
| 3    | ■信越本線 |      | 直江津方向                   |                   |

本站由JR東日本新潟支社管理並派駐職員，北越急行將則將業務委託JR管理。本站是新潟縣內最古老的車站站房。站內設有綠窗口（營業時間 7：30～18：10）、自動售票機（1台）、自動販賣機、自動提款機、廁所等。需要注意的是，售票機並無法購買經由北北線往上越線各車站的車票，必須預先在售票窗口購買。
而北北線目前有5個來回班次於本站折返（周日有1來回延長至直江津）。

## 車站周邊
車站前為大潟區犀潟地區的市街中心，車站正面直接就面對著國道8號。
- 國道8號（直江津外環道）
- 新潟縣道129號犀潟柿崎線
- 新潟縣道468號大潟上越線
- 新潟縣道253號浦川原犀潟停車場線
- 犀潟郵局
- 第一工業製藥 大潟工廠
- 犀潟醫院（さいがた病院）
- 直江津電子工業
- 帝石直餾廠頸城製油所
- Bourbon（ブルボン）大潟工廠

## 歷史
- 1897年5月13日：北越鐵道開業
- 1987年4月1日：國鐵分割民營化後成為JR東日本轄下的車站。
- 1997年3月22日：北越急行北北線六日町－犀潟間全線開業。

## 相鄰車站
東日本旅客鐵道
■信越本線（除北北線直通列車外）
■快速（下述不計算越後心跳鐵道直通列車） 
直江津－犀潟－柿崎
■快速（只限黃昏下行1班）、■普通
黑井－犀潟－土底濱
北越急行
■北北線（直江津站到發列車自此站起直通信越本線）
■超快速「雪兔」
通過
■快速、■普通
頸城－犀潟－（部分停靠黑并）－直江津（信越本線）

## 外部連結
- JR東日本－犀潟車站 （页面存档备份，存于）（日語）
- 北越急行－犀潟車站（日語）